# Edward Fuglø
Edward Fuglø  (født 19. marts 1965 i Klaksvík) er en færøsk kunstmaler, illustrator, scenograf og børnebogsforfatter.

## Biografi
Edward Fuglø er født og opvokset i Klaksvík. Han blev uddannet på Det Kongelige Danske Kunstakademis Skoler for Arkitektur, Design og Konservering i 1991. Han har udgivet flere børnebøger og har illustreret flere forskellige bøger. Han har også arbejdet som scenograf både på teater og film, som f.eks. Katrin Ottarsdóttirs Bye Bye Bluebird i 1999 og designet kostumer til teater. Han har også illustreret flere færøske frimærker. En anden side af ham er maleriet. Hans stil er neorealistisk med mytiske overtoner, hvor han filosoferer over tilværelsen.
Da Nordatlantisk Hus i Odense åbnede i november 2013 gav Klaksvíkar kommuna en kunstgave til Det Nordatlantiske Hus. Edward dekorerede endevæggen i et mødelokale.
I november 2013 illustrede han Kærleikskúlan, som udgives af Dugni hvert år før jul på Færøerne med motiv fra skiftende færøske kunstnere.
Han har haft kunstudstillinger i flere lande, bl.a. i Tórshavn, Reykjavík, Dublin, Nuuk, København og Trondheim.

### Bøger som Edward har skrevet og illustreret
- 2014 - Simmsalabimm. Bókadeildin. 32 sider.
- 2012 - Poetikus. Bókadeildin. 32 sider.
- 2011 - Vampýrella. Bókadeildin. 32 sider.
- 2009 - Janus er ein stjørna. Bókadeildin. 32 sider.
  - 2011 - Janus er ein stjørna. CD med pjece, Klassisk musik, som Páll Sólstein har komponeret. Aldubáran spiller. Jensina Olsen fortæller historien. Tutl udgav.[2]

### Illustrator af bøger og/eller illustrator af bogomslag
- 2014 - Møde i mol efter Lisbeth Nebelong, Hovedland udgav. På dansk. 216 sider.
- 2011 - Vogue Knitting - Knitopedia – The Ultimate A to Z For Knitters (Edward har illustreret). Sixth&Spring Books, New York. På engelsk. 240 sider.
- 2009 - Hin heimurin 2 - Petur Jacob Sigvardsen. Fuglø har illustreret forsiden i farver og sort/hvide illustrationer inde i bogen. Búgvin. På færøsk. 254 sider.
- 2009 - Revapassarin Og aðrar søgur - Agnar Artúvertin. Fuglø har illustreret forsiden. Gwendalyn. På færøsk. 254 sider.
- 2008 - Hin heimurin 1 - Petur Jacob Sigvardsen. Fuglø har illustreret forsiden i farver og sort/hvide illustrationer inde i bogen. Búgvin. På færøsk. 250 sider.
- 2007 - Kópakonan. Føroysk æventyr, genskrevet af V.U. Hammershaimb, 1891. Fuglø har illustreret forsiden og inde i bogen. Posta, Frímerkjadeildin. Sprog:  Færøsk, dansk, engelsk, tysk og fransk. Engelsk version: Anker Eli Petersen. Tysk version: Birgit Ernstsdóttir Remmel. 26 sider.
- 1999 - Villini súrgdjór í Útnorðri, efter Dorete Bloch. Fuglø har illustreret bogen og bogomslaget. Nám. På færøsk. 216 sider.
- 1995 - Mangt er millum himmal og jørð. Efter Erling Poulsen & Torkil Beder. Fuglø har illustreret bogomslaget i farver og illustreret inde i bogen i sort/hvidt. Bókadeildin. 168 sider.

## Hæder
- 1995 - Barnamentanarheiðursløn Tórshavnar býráðs
- 2001 - Modtog Nordisk Skolebibliotekarforenings Børnebogspris[3]
- 2002 - Nr. 2 i Schönsten Briefmarken Europas
- 2008 - Nomineret Vestnordisk Råds Børne- og Ungdomslitteraturpris for bogen Apollonia
- 2014 - Hædret med Listavirðisløn Nólsoyar Páls som uddeles af Klaksvíkar býráð og erhvervslivet i Klaksvík (75.000 kroner)